# Caatingaträdklättrare
Caatingaträdklättrare (Xiphocolaptes falcirostris) är en fågel i familjen ugnsfåglar inom ordningen tättingar.

## Utseende och läte
Caatingaträdklättraren är en stor (29 cm) trädklättrare med kraftig näbb. Hjässan är mörkt rödbrun med svaga ljusare streck. Den har vidare ett långt ögonbrynsstreck och ett brett streck under ögat. I övrigt är fjäderdräkten rödbrun, ljusast på manteln och på undersidan med beigefärgad anstrykning, otydliga spolstreck på flankerna och svag tvärbandning på buken. Näbben är mörk. Lätet består av åtskilda vittljudande fallande toner.

## Utbredning och systematik
Caatingaträdklättrare delas in i två underarter med följande utbredning:
- Xiphocolaptes falcirostris falcirostris – förekommer i nordöstra Brasilien (Maranhão och Ceará till västra Paraíba och nordvästra Bahia)
- Xiphocolaptes falcirostris franciscanus – förekommer i östra Brasilien (västra Bahia och norra och nordvästra Minas Gerais)

## Status och hot
Caatingaträdklättraren tros minska kraftigt i antal till följd av habitatförlust. Den är därför upptagen på internationella naturvårdsunionen IUCN:s röda lista över hotade arter, kategoriserad som sårbar (VU).